# Andy Partridge
Andrew John Partridge (Mtarfa, 11 de novembro de 1953) é um guitarrista, cantor, compositor e produtor musical inglês, mais conhecido por ter cofundado a banda XTC. Ele e Colin Moulding atuaram como compositores e vocalistas principais do grupo, com Partridge sendo responsável por cerca de dois terços do repertório da banda. Embora o XTC tenha sido um dos grupos pioneiros da new wave britânica, as composições de Partridge foram fortemente influenciadas pelo pop e pela psicodelia dos anos 1960, evoluindo gradualmente para um estilo mais tradicional, muitas vezes com temas bucólicos. O único sucesso do XTC a alcançar o top 10 no Reino Unido, "Senses Working Overtime", foi escrito por ele.
Partridge é, por vezes, considerado o "padrinho" do movimento Britpop dos anos 1990. Desde os anos 1980, colaborou como compositor e produtor com diversos artistas, incluindo álbuns em parceria com Peter Blegvad, Harold Budd e Robyn Hitchcock. Entre 2002 e 2006, sua gravadora APE House lançou várias coletâneas de suas demos e composições no projeto Fuzzy Warbles. Além da música, Partridge também é ilustrador, entusiasta de miniaturas de soldados de brinquedo e designer de jogos de tabuleiro.

## Vida pessoal
Partridge e sua ex-esposa Marianne têm dois filhos. Seu filho Harry Partridge é um animador mais conhecido por sua comédia Saturday Morning Watchmen. Desde seu divórcio, Partridge teve um relacionamento de longo prazo com Erica Wexler, a filha do roteirista americano Norman Wexler e sobrinha do produtor Jerry Wexler. Partridge conheceu Wexler em 1994, logo depois dela ter se separado do artista Roy Lichtenstein.

## Discografia
Com o XTC
- 1978 - White Music
- 1978 - Go2
- 1979 - Drums and Wires
- 1980 - Black Sea
- 1982 - English Settlement
- 1983 - Mummer
- 1984 - The Big Express
- 1986 - Skylarking
- 1989 - Oranges & Lemons
- 1992 - Nonsuch
- 1999 - Apple Venus Volume 1
- 2000 - Wasp Star (Apple Venus Volume 2)

Solo
- 2002: Fuzzy Warbles Volume 1
- 2002: Fuzzy Warbles Volume 2
- 2003: Fuzzy Warbles Volume 3
- 2003: Fuzzy Warbles Volume 4
- 2004: Fuzzy Warbles Volume 5
- 2004: Fuzzy Warbles Volume 6
- 2006: Fuzzy Warbles Volume 7
- 2006: Fuzzy Warbles Volume 8
- 2006: Hinges